# Faktor 10
Faktor tio hänvisar till möjligheten att skapa produkter och tjänster som tar i anspråk avsevärt lägre andel naturresurser än konventionella alternativ. 
Begreppet utvecklades från "Faktor fyra", som utvecklades vid Wuppertals Institute for Climate, Environment & Energy.
Faktor tio är också ett svar på FN:s miljöprogram som kräver en tiofaldig minskning av resursförbrukningen i industrialiserade länder som ett nödvändigt långsiktigt mål om tillräckliga resurser skall kunna frigöras för utvecklingsländernas behov
Tanken bakom Faktor 10 är att det skall vara ett sätt att mäta och beskriva omfattningen av de olika aktiviteter som kan minska resurs- och energianvändningen i en viss process. Den väsentliga frågan är: med vilken faktor kan eller bör vissa flöden minskas? Det är ett användbart verktyg för att övervaka metoder för att minska resursanvändningen.
Beräkningssystemet Faktor 10 togs fram av den holländske biologen Friedrich Schmidt-Bleek, vid Harwarduniversitetet i USA.
Formens hus i Hällefors är som första svenska hus certifierat som ett "Faktor 10-hus".